# Guanosinmonofosfat
Guanosinmonofosfat (GMP) er et nukleotid der består af purin-basen guanin forbundet til ribose via en N-glykosidbinding, samt én fosfatenhed bundet til riboseenhedens 5'-position via en fosfatesterbinding.